# 可麗耐

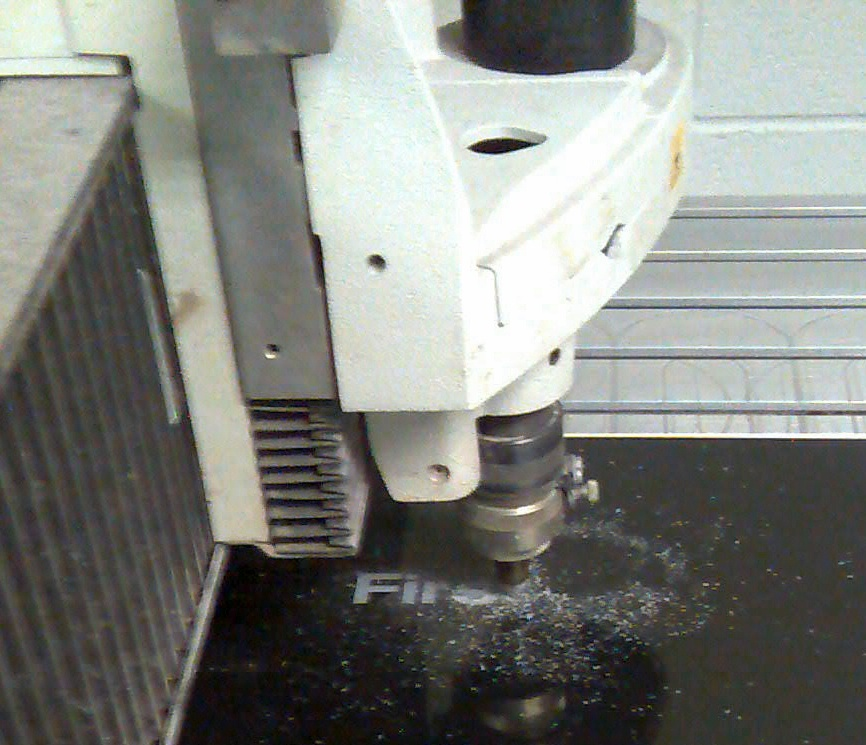
正在其表面刻字的可麗耐

可麗耐®（Corian），又稱作可麗耐®人造石、美國杜邦石，是美國杜邦化工開發出來的實心面板材料。可麗耐®是美國杜邦公司的註冊商標。這種材料由壓克力塑膠跟水合氧化鋁合成。現時除了用來用於家居裝修以外，也有用於製作忘憂石。

## 外部連結
- 官方网站
- 香港代理商網址（页面存档备份，存于）
- 简体中文官方网站 （页面存档备份，存于）